# Stazione di Altavilla-Tavernelle
Stazione di Altavilla-Tavernelle vasútállomás Olaszországban, Veneto régióban, Altavilla Vicentina településen.

## Vasútvonalak
Az állomást az alábbi vasútvonalak érintik:
- Milánó–Velence-vasútvonal

## Kapcsolódó állomások
A vasútállomáshoz az alábbi állomások vannak a legközelebb: 
- Stazione di Vicenza
- Stazione di Montebello (Montebello Vicentino)